# Manuel Maria Carrilho
Manuel Maria Ferreira Carrilho (Coimbra, 9 de julho de 1951) é um filósofo, professor universitário e político português.

## Biografia
Nascido em Coimbra, viveu até aos 18 anos em Viseu, sendo filho de Manuel Augusto Engrácia Carrilho, que foi governador civil e presidente da Câmara Municipal de Viseu, e de Maria do Céu Girão Ferreira. Foi casado duas vezes, primeiro com Joana Morais Varela (1972-1984) e depois com Bárbara dos Santos Guimarães(2003-2013). 
É divorciado e tem quatro filhos: José Maria, nascido em 1974, do seu primeiro casamento; Maria, nascida em 1985, da sua relação com Ana Cristina Alves; Dinis Maria e a Carlota Maria, nascidos respectivamente em 2004 e em 2010, do seu segundo casamento. 
A sua relação com Bárbara Guimarães foi conturbada, tendo começado por ser marcada por um casamento “em falso”, em Agosto de 2001, porque se apurou que ela era casada. E tendo acabado com múltiplas acusações mútuas, a mais grave das quais foi a de violência doméstica, pela qual ambos foram pronunciados.
Bárbara Guimarães foi, entretanto, despronunciada e Manuel Maria Carrilho   acusado, pelo que foi julgado, durante dois anos, pelo Tribunal Criminal de Lisboa - de janeiro de 2016 a dezembro de 2017 -, tendo sido absolvido da acusação da sua ex-mulher.
Bárbara Guimarães recorreu desta absolvição por duas vezes, Manuel Maria Carrilho foi de novo absolvido em ambos os casos, em sentenças proferidas a 15 de março de 2019 e a 21 de outubro de 2020, tendo contudo sido mais tarde, em Março de 2022, condenado pelo Tribunal da Relação. Manuel Maria Carrilho descreveu os vários momentos deste processo, considerando-se injustiçado, no livro sobre a justiça portuguesa - com o título Acuso - que publicou em 2024.

## Carreira Académica
Manuel Maria Carrilho fez os seus estudos liceais em Viseu, tendo-se licenciado em Filosofia na Faculdade de Letras da Universidade de Lisboa, em 1975, e doutorado em Filosofia Contemporânea na Faculdade de Ciências Sociais e Humanas da Universidade Nova de Lisboa, em 1985. Foi nesta instituição que fez a sua carreira académica, no termo da qual chegou a professor catedrático, em 1994.
A sua investigação incidiu sobretudo nas áreas da filosofia do conhecimento e das ciências, da teoria da argumentação e da retórica, da comunicação e da teoria política. A par da investigação e do ensino - com destaque para as disciplinas de epistemologia e de filosofia contemporânea -, integrou diversas instituições e publicações, nacionais e internacionais.
Criou e dirigiu as revistas Filosofia e Epistemologia (1979-1984) e Crítica (1987-1993). Colaborou e/ou dirigiu diversas obras colectivas, nomeadamente História e Prática das Ciências (1979) Epistemologia – Posições e Críticas (1991), Dicionário do Pensamento Contemporâneo (1991), Retórica e Comunicação (1994) La philosophie anglo-saxonne (1994), Histoire de la rhétorique (1997) e La rhétorique (2012). Prefaciou ainda diversas obras, de William James, de Marcel Gauchet e de Gilles Lipovetsky.
Tem sido, há décadas, colunista em vários jornais, nomeadamente no Público, no Expresso e no Diário de Notícias, além de analista/comentador em diversos canais de televisão, nomeadamente na  SIC e na SIC Notícias, na TVI e na TVI24.

## Carreira Política
Militante do Partido Socialista desde 1986, foi nomeado ministro da Cultura em Outubro de 1995, cargo que desempenhou até julho de 2000 nos XIII e XIV Governos Constitucionais presididos por António Guterres. Durante esse período foi responsável pela institucionalização e definição de objectivos centrais daquele ministério, até então inexistente. Em 2000 demitiu-se do governo e assumiu o seu mandato na Assembleia da República, como deputado eleito pelo Círculo do Porto. Mais tarde, em 2005 seria eleito deputado pelo círculo de Viseu. Participou nas Comissões Parlamentares de Negócios Estrangeiros e de Assuntos Europeus, tendo sido vice-presidente do Grupo Parlamentar do PS entre 2002 e 2008. Em 2005 foi o candidato do PS à eleição para a presidência da Câmara Municipal de Lisboa, ganha pelo PSD. Em fins de 2008 foi nomeado Embaixador de Portugal na UNESCO, funções que exerceu até 31 de Dezembro de 2010, depois de uma ruptura com José Sócrates sobre o candidato a apoiar na disputa da liderança da UNESCO. Manuel Maria Carrilho defendeu a candidatura de Irina Bokova, que viria a ser eleita, enquanto José Sócrates pretendia que ele apoiasse o candidato Farouk Hosni, do ditador egípcio Mubarak, candidato que tinha um passado marcado por inúmeros atentados à liberdade de expressão, mas não só.

## Publicações
· Acuso - a Parcialidade da Justiça e a Impunidade de que Goza, Edições 70, 2024
· A Democracia no Seu Momento Apocalíptico, Grácio Editor, 2022 
·  Sem Retorno, Grácio Editor, 2021
·  Ser Contemporâneo do seu Tempo, Guerra e Paz, 2017
·  Pensar o que lá vem, Planeta, 2015, reedição Grácio Editor, 2021
·  Virtudes do perspetivismo, Grácio Editor, 2013
· La Rhétorique, (ed.), CNRS Éditions, 2012
·  Pensar o Mundo, 2 vols., Grácio Editor, 2012
·  De Olhos Bem Abertos, Sextante, 2011
·  E Agora? Por uma Nova República, Sextante, 2010
·  Sob o Signo da Verdade, Dom Quixote, 2006
·  O Impasse Português, Notícias, 2005
·  Crónicas Intempestivas, Temas e Debates, 2004
· A Política à Conversa, Notícias, 2003 
· A Cultura no Coração da Política, Notícias, 2001 
·  O Estado da Nação, Notícias, 2001 (2a ed. 2002) 
·  Hipóteses de Cultura, Lisboa, Presença, 1999 
·  Histoire de la Rhétorique, (co-autor), Le Livre de Poche, 1998 
    (Trad. port. História da Retórica, Temas e Debates, 2002)
·  Major Trends in Argumentation Theory, (ed.) Revue Int. de Philosophie, nº2, 1966
·  Aventuras da Interpretação, Presença, 1995 
·  Argumentation, Aesthetics and Rationality, (ed.) Argumentation (Kluwer), nº3/1995
·  Metamorfoses da Cultura, (ed.) Fundação Gulbenkian,1995 
·  Filosofia, Difusão Cultural, 1994 (3a ed. Quimera, 2001) 
    (Trad. fr. Rationalités, Hatier, 1997)
·  La Philosophie Anglo-Saxonne, (co-autor) PUF, 1994
    (Trad.port. A filosofia das ciências, Presença, 1994)
·  Retórica e Comunicação (ed.), ASA,1994 
·  Rhétoriques de la Modernité, PUF, 1992
  (Versão port. Jogos de Racionalidade, ASA, 1994)
· Epistemologia: posições e críticas (ed.), Fundação Gulbenkian, 1991 
· Dicionário do Pensamento Contemporâneo (ed.), Dom Quixote, 1991 
·  Verdade, Suspeita e Argumentação, Presença, 1990 
·  Itinerários da Racionalidade, Dom Quixote, 1989 
·  Elogio da Modernidade, Presença, 1989 
·  Razão e Transmissão da Filosofia, IN-CM, 1987 
·  O Saber e o Método, IN-CM, 1982 
·  Dissidência e Nova Filosofia (ed.), Assírio e Alvim, 1979 
·  História e Prática das Ciências (ed.), A Regra do Jogo, 1979      

## Condecorações
Ao longo da sua carreira Manuel Maria Carrilho foi distinguido com diversas condecorações:
-  a Grã-Cruz da Ordem do Mérito Civil de Espanha, pelo Rei Juan Carlos (1996); 
-  a Grã-Cruz da Ordem de Rio Branco, pelo Presidente da República Federativa do Brasil Fernando Henriques Cardoso (1997);
-  Medalha Picasso-Miró, da UNESCO (1998);
- European Archaeological Heritage Prize, da Associação Europeia de Arqueólogos (1999);
-  a Légion d’Honneur, pelo Presidente Jacques Chirac, o mais elevado nível que em geral a República francesa concede a cidadãos estrangeiros que não sejam chefes de Estado: o grau de Grand Officier (1999).

## Funções Políticas
.  Ministro da Cultura dos XIII e XIV Governos Constitucionais (1995-2000)
.  Deputado à Assembleia da República (2000-2008)
.  Embaixador de Portugal na UNESCO (2008-2010)